# Dawit Yemane
Dawit Yemane (1 januari 1998) is een Eritrees wielrenner die sinds medio 2021 voor de Duitse formatie Bike Aid uitkomt.

## Carrière
In april 2017 werd Yemane zevende in het eindklassement van de Ronde van Eritrea. In december van dat jaar werd hij, achter Max Stedman en Drew Morey, derde in het eindklassement van de Ronde van Quanzhou Bay. Het bergklassement schreef hij, met een voorsprong van zes punten op Rory Townsend, wel op zijn naam. IN 2018 werd hij, achter Sirak Tesfom, tweede in de Africa Cup. Op de Afrikaanse Spelen van 2019 werd hij achtste in de door Youcef Reguigui gewonnen wegwedstrijd. In de eerste etappe van de Tropicale Amissa Bongo trok Yemane ten aanval en verzamelde hij genoeg punten om aan het eind van de etappe de leiderstrui van het bergklassement in ontvangst te nemen. Deze stond hij in de overige zes etappes niet meer af, waardoor hij Tesfom opvolgde als winnaar van het klassement.
In juni 2021 werd Yemane nationaal kampioen op de weg, voor Merhawi Kudus en Metkel Eyob. Een maand later tekende hij een contract bij Bike Aid. Zijn debuut voor die ploeg maakte hij in de Ronde van Duitsland. Samen met Henok Mulubrhan, Aklilu Ghebrehiwet en Michael Habtom werd Yemane in maart 2022 Afrikaans kampioen ploegentijdrijden in Sharm-el-Sheikh. Later dat jaar werd hij onder meer zevende in het eindklassement van de Ronde van Turkije en won hij een etappe en het eindklassement in de Ronde van Servië.
In 2024 won Yemane, samen met Merhawi Kudus, Milkias Maekele en Nahom Zerai, goud in de ploegentijdrit op de Afrikaanse Spelen. Twee dagen wonnen Yemane, Kudus en Zerai, samen met Birikti Fessehaye, Suzana Fisehaye en Adiam Dawit, een bronzen medaille in de gemengde ploegenestafette. In april won Yemane de openingsrit in de Ronde van Mersin.

## Overwinningen
2017
Bergklassement Ronde van Quanzhou Bay
2020
Bergklassement La Tropicale Amissa Bongo
2021
 Eritrees kampioen op de weg, Elite
2022
 Afrikaans kampioen ploegentijdrijden, Elite
3e etappe Ronde van Servië
Eindklassement Ronde van Servië
2023
Bergklassment Ronde van Algerije
2024
 Ploegentijdrit op de Afrikaanse Spelen
1e etappe Ronde van Mersin
10e etappe Ronde van het Poyangmeer
Bergklassement Ronde van het Poyangmeer
2025
3e etappe Ronde van Iran (Azerbeidzjan)

## Resultaten in voornaamste wedstrijden
|      | \| Jaar \| \| WK op de weg \| \| ---- \| \| ------------ \| \| 2021 \| \| opgave \| \| 2022 \| \| \| \| 2023 \| \| opgave \| \| 2024 \| \| opgave \| |              |
| Jaar | | WK op de weg |
| 2021 | | opgave       |
| 2022 | |              |
| 2023 | | opgave       |
| 2024 | | opgave       |

## Ploegen
- 2021 –  Bike Aid (vanaf 31 juli)
- 2022 –  Bike Aid
- 2023 –  Bike Aid
- 2024 –  Bike Aid